# Ademaro di Châlon
Ademaro, Adémar in francese, Adémar in catalano e Ademarus in latino (... – dopo il 901), fu Conte di Chalon, dall'880 all'887.

## Origine
Di Ademaro non si conoscono gli ascendenti.

Secondo alcune fonti, come riporta la Histoire de Chalon-sur-Saône du VIIIème au XIIIème, discendeva dai primi conti di Chalon e dai robertingi di Troyes.

## Biografia
Di Ademaro si hanno pochissime notizie.
Secondo LES FAMILLES NOBLES DU ROYAUME, DU DUCHÉ ET DU COMTÉ DE BOURGOGNE ET DE FRANCHE-COMTÉ : LES COMTES DE CHALON-SUR-SAONE, nell'871, fu missus dominici in Borgogna.
Dopo che Bosone di Provenza era stato incoronato re di Burgundia, nell'880, Ademaro divenne Conte di Chalon (secondo la Histoire de Chalon-sur-Saône, il nome non era Ademaro ma Raculfo), e governò la contea per circa otto anni, quando Manasse, verso l'886, divenne conte.
Ademaro partecipò alla difesa di Parigi, nell'886; viene più volte citato da Abbone il Curvo, che fu ne testimone oculare, nella poesia latina Terminatur primus orditur II bellorum Parisiacae polis codicellus.
Ademaro nel 901 era ancora in vita, in quanto in duella data risultava Conte di Digione.
Non si conosce l'anno esatto della sua morte

## Discendenza
Di Ademaro non si conosce il nome di una eventuale moglie, né si hanno notizie di eventuali discendenti.

### Fonti primarie
- (LA)  Monumenta Germanica Historica, Poetae Latini medii aevi (Poetae).

### Letteratura storiografica
- (FR)  Histoire de Chalon-sur-Saône.
- (FR)  Histoire de Chalon-sur-Saône du VIIIème au XIIIème.